# Campeonato Mundial de Grappling 2014
El Campeonato Mundial de Grappling 2014 (World Championship Grappling) se celebró en Moscú (Rusia) entre el 20 y el 23 de noviembre de 2014 bajo la organización de United World Wrestling (UWW) y la Federación de Lucha de Rusia.
Las competiciones se realizaron en el Building 76, Leningradskiy, 39, de la capital rusa.
En el medallero, ocuparon las tres primeras plazas los países de Rusia, Italia y España, en grappling gi, y los países de Rusia, España e Italia, en grappling no gi.

## Países participantes
| N.º | País       |
| --- | ---------- |
| 1   | Azerbaiyán |
| 2   | Brasil     |
| 3   | España     |
| 4   | Francia    |
| 5   | Italia     |
| 6   | Irán       |
| 7   | Kazajistán |
| 8   | Kirguistán |
| 9   | Rusia      |
| 10  | Turquía    |
| 11  | Ucrania    |

## Medallistas

### Grapping GI masculino
| Evento  | Oro                          | Plata                               | Bronce                                                         |
| ------- | ---------------------------- | ----------------------------------- | -------------------------------------------------------------- |
| 62 kg   | Artur Magomedov · Rusia      | Marcel Sasso De Oliveira · Italia   | Tagir Ulanbekov · Rusia · Julio Santana · España               |
| 66 kg   | Zaur Asukov · Rusia          | Kurban Gadzhiev · Rusia             | Rayymbek Orynbay · Kazajistán · Alessio Vittori · Italia       |
| 71 kg   | Zainutdin Zainukov · Rusia   | Francisco Alcalde · España          | Arslan Gadzhiev · Rusia · Federico Alessandro · Italia         |
| 77 kg   | Magomed Abdulkadirov · Rusia | Olzhas Nurtakanov · Kazajistán      | Cedric Akakpovi · Francia · Christian Longo · Italia           |
| 84 kg   | Magomed Kulduev · Rusia      | Murtazaali Murtazaliev · Kirguistán | Eldar Adilov · Rusia · Juan Manuel Suárez · España             |
| 92 kg   | Raffi Lamberto · Italia      | Roman Gavrikov · Rusia              | Ruslan Abdulaev · Rusia · Alessandro Massari · Italia          |
| 100 kg  | Hasan Betelgeriev · Rusia    | Angelo Marino · Italia              | Igor Nencioni · Italia · Vitaly Belyavski · Rusia              |
| +100 kg | Ahsbali Halidov · Rusia      | Hamzat Stambulov · Rusia            | Juan Francisco Espino · España · Vasif Safarbayev · Azerbaiyán |

### Grappling GI femenino
| Evento | Oro                      | Plata                      | Bronce                                               |
| ------ | ------------------------ | -------------------------- | ---------------------------------------------------- |
| 53 kg  | Julia Domínguez · España | Antonova Bairta · Rusia    | Darganyova María · Rusia                             |
| 58 kg  | Pamela Petrucci · Italia | Vlasova Olesya · Rusia     |                                                      |
| 64 kg  | Minerva Montero · España | Rita Tana · Italia         | Atabara Cáceres · España · Trepakova Tatiana · Rusia |
| 71 kg  | Tropina Rima · Rusia     | Martina Baraccani · Italia | Evgenial Chernochekova · Rusia                       |
| +71 kg | Elena Zenekevich · Rusia | Yuliya Poznyakova · Rusia  | Anjelica Pilyaeva · Rusia                            |

### Grappling No Gi masculino
| Evento  | Oro                            | Plata                             | Bronce                                                            |
| ------- | ------------------------------ | --------------------------------- | ----------------------------------------------------------------- |
| 62 kg   | Ruslan Magomedov · Rusia       | Marcel Sasso De Oliveira · Italia | Azamat Marakabaev · Azerbaiyán · Mazhid Kurahov · Rusia           |
| 66 kg   | Zayukov Zainutdin · Rusia      | Zaur Asukov · Rusia               | Rayymbek Orynbay · Kazajistán · [Alessio Vittori[]] · Italia      |
| 71 kg   | Arslan Gadzhiev · Rusia        | Eldar Uzayruev · Rusia            | Francisco Alcalde · España · Marat Kutzhanov · Kazajistán         |
| 77 kg   | Shamil Magomedov · Rusia       | Magomed Abdukadirov · Rusia       | Cedric Akakpovi · Francia · Serik Akbalaev · Kazajistán           |
| 84 kg   | Eldar Adilov · Rusia           | Magomed Kulduev · Rusia           | Juan Manuel Suárez · España · Murtazaali Martazaliev · Kirguistán |
| 92 kg   | Aziz Dzhumaniyazov · Rusia     | Roman Gavrikov · Rusia            | Maxime François · Francia · Rustam Malaev · Kazajistán            |
| 100 kg  | Abdula Isaev · Rusia           | Hasan Betelgeriev · Rusia         | Angelo Marino · Italia · Meket Khamza · Kazajistán                |
| +100 kg | Juan Francisco Espino · España | Hamzat Stambulov · Rusia          | Vasif Safarbayev Azerbaiyán                                       |

### Grappling No Gi femenino
| Evento | Oro                        | Plata                         | Bronce                                         |
| ------ | -------------------------- | ----------------------------- | ---------------------------------------------- |
| 53 kg  | Julia Domínguez · España   | Renata Pushnyakova · Rusia    | Mariya Derganeva · Rusia                       |
| 58 kg  | Pamela Petrucci · Italia   | Olsya Vlasova · Rusia         | Anastasiya Sleptsova · Rusia                   |
| 64 kg  | Minerva Montero · España   | Atabara Cáceres · España      | Tatyana Trepakova · Rusia · Rita Tana · Italia |
| 71 kg  | Martina Baraccani · Italia | Evgenia Chernochekova · Rusia | Rimma Tropina · Rusia                          |
| +71 kg | Elena Zenkevich · Rusia    | Yuliya Pozdnyakova · Rusia    | Anzhelika Pilyaeva · Rusia                     |

## Medallero Grappling Gi
| Núm. | País       | Oro | Plata | Bronce | Total |
| ---- | ---------- | --- | ----- | ------ | ----- |
| 1    | Rusia      | 9   | 6     | 8      | 23    |
| 2    | Italia     | 2   | 4     | 4      | 10    |
| 3    | España     | 2   | 1     | 3      | 6     |
| 4    | Kazajistán | 0   | 1     | 1      | 2     |
| 5    | Kirguistán | 0   | 1     | 0      | 1     |
| 6    | Francia    | 0   | 0     | 1      | 1     |
| 7    | Azerbaiyán | 0   | 0     | 0      | 0     |
| 8    | Brasil     | 0   | 0     | 0      | 0     |
| 9    | Irán       | 0   | 0     | 0      | 0     |
| 10   | Turquía    | 0   | 0     | 0      | 0     |
|      | TOTAL      | 13  | 13    | 17     | 43    |

## Medallero Grappling No Gi
| Núm. | País       | Oro | Plata | Bronce | Total |
| ---- | ---------- | --- | ----- | ------ | ----- |
| 1    | Rusia      | 8   | 11    | 6      | 25    |
| 2    | España     | 3   | 1     | 2      | 6     |
| 3    | Italia     | 2   | 1     | 3      | 6     |
| 4    | Kazajistán | 0   | 0     | 6      | 6     |
| 5    | Francia    | 0   | 0     | 2      | 2     |
| 6    | Azerbaiyán | 0   | 0     | 1      | 1     |
| 7    | Kirguistán | 0   | 0     | 1      | 1     |
| 8    | Irán       | 0   | 0     | 0      | 0     |
| 9    | Turquía    | 0   | 0     | 0      | 0     |
| 10   | Ucrania    | 0   | 0     | 0      | 0     |
|      | TOTAL      | 13  | 13    | 21     | 47    |